# Petruskerk (Woldendorp)
De Petruskerk of Hervormde Kerk is een middeleeuws kerkgebouw in Woldendorp (gemeente Eemsdelta) in de Nederlandse provincie Groningen. De kerk en de kerkwierde zijn rijksmonumenten en behoren tot een (gemeentelijk) beschermd dorpsgezicht.
De toekomst van kerkgebouw en kerkwierde leidde vanaf eind augustus 2024 tot een publieke discussie, nadat uit perspublicaties bleek dat het kerkbestuur van de protestantse gemeente Eems-Dollard het gebouw had verkocht aan een Amsterdamse speculant, die de kerk te koop aanbood voor een veelvoud van de aankoopprijs.

## Geschiedenis
De romanogotische kruiskerk werd gebouwd in het derde kwart van de 13e eeuw op een wierde aan de westelijke rand van Woldendorp. Waarschijnlijk werd de kerk tegen het einde van de middeleeuwen gedeeltelijk gesloopt. In die tijd werden het transept en het koor afgebroken. Er resteerde een eenvoudige rechthoekige kerk met een hoge aangebouwde toren met zadeldak. Aan de oostzijde zijn nog sporen te vinden van de vroegere dwarsbeuken. 
Volgens een bericht uit 1848 was de kerk gewijd aan de heilige Petrus; maar oudere vermeldingen ontbreken. Aan de parochie was een vicarie verbonden, die ten minste in 1499 bestond. De kerkklok uit 1479 was gewijd aan de heilige Antonius en versierd met afbeeldingen van Maria en Nicolaas. In 1700 werd een gebarsten kerkklok vervangen.
Na de Reductie van Groningen in 1594 werd de kerk gebruikt door de hervormde gemeente. De fresco's werden overgeschilderd en de heiligenbeelden vermoedelijk vernietigd. Het wapen van het kerspel Woldendorp dateert vermoedelijk uit deze tijd: het toont een zaalkerk met een hoge toren, terwijl een ingezet schild een steenhuis afbeeldt. Daarmee wordt mogelijk het voormalige steenhuis Huningaweer bedoeld, waar ambtman Aylcko Huninga van Oostwold (1623-1641) was geboren. Huninga was net als zijn vader Eppo (ov. 1637) kerkvoogd van Woldendorp. De grafzerken van zijn ouders staan nu in het kerkportaal.
De aangebouwde kerktoren werd in 1855 afgebroken en vervangen door een smalle travee met dakruiter. De  kerk met de toren is afgebeeld op kaarten van Jacob van Deventer (1545), Cornelis Adgers (1587) en Henricus Teysinga (1731). De kerkklok uit 1479 werd in 1856 verkocht. Tien jaar later kwam er een nieuwe, die werd gegoten door A.H. van Bergen te Heiligerlee.
Tijdens de Tweede Wereldoorlog werd de kerk aanzienlijk beschadigd. Een paar dagen voor het einde van de oorlog vonden bij de bevrijding van Delfzijl in en rond Woldendorp gevechten plaats met de terugtrekkende troepen van de Wehrmacht. Daarbij werden meerdere huizen en boerderijen vernield. Van de kerk gingen de kap, de dakruiter, de klok en het volledige kerkmeubilair verloren. Dit betrof het 18e-eeuwse orgel (het binnenwerk vernieuwd in 1894), de orgeltribune, de geverfde preekstoel uit 1646, de lambrisering, alsmede de banken en de avondmaalstafel uit de tweede helft van de 17e eeuw.
Na de oorlog werd de kerk in de jaren 1945-1949 volledig gerestaureerd naar plannen van A.R. Wittop Koning en Rienk Offringa. Aan de westzijde werd een nieuwe geveltoren gebouwd, en werd een trapopgang weer zichtbaar gemaakt die mogelijk bij een middeleeuws westwerk heeft behoord. Aan de oostzijde kreeg de kerk een apsisvormige uitbouw voor het plaatsen van de preekstoel in de kerk en voor de opgang naar het orgel. Dit werd in 1952 vervaardigd door de orgelbouwer Mense Ruiter en telt één manuaal, zes registers en geen pedaal. De kerkvloer is belegd met gekleurde plavuizen. Het kerkgebouw, het interieur en de schilderingen zijn omstreeks 2014 grotendeels  gerestaureerd, waarbij tevens ernstige verzakkingen aan westgevel met de toren werden hersteld.
In de kerk bevinden zich enkele fresco's uit de 14e en 15e eeuw, die bij de restauratie te voorschijn kwamen. In een van de gewelven is een afbeelding van de tronende Christus, de Majestas Domini met de symbolen van de evangelisten te vinden. Ook zijn er twee kampvechters afgebeeld. In een ander gewelf zijn Maria met kind en diverse heiligen geschilderd.
Op de begraafplaats rondom de kerk is een groot aantal oude grafstenen te vinden. In 1653 werd hier de doopsgezinde oudste Uko Walles begraven, wiens lijk per boot uit Oost-Friesland kwam, waar hij in ballingschap leefde. Deze boer uit Noordbroek was leider van de naar hem genoemde sekte der Ukowallisten of Groninger Oude Vlamingen. Zijn graf lag mogelijk aan de noordkant van de kerk, maar is niet bewaard gebleven.

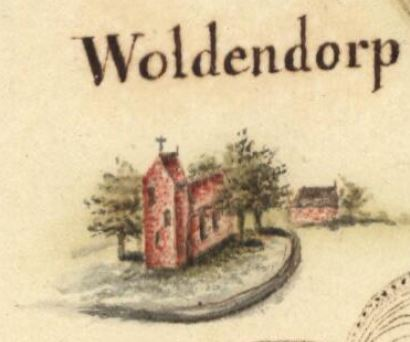
De kerk van Woldendorp met de in 1855 afgebroken toren op een kaart van Henricus Teysinga uit 1731
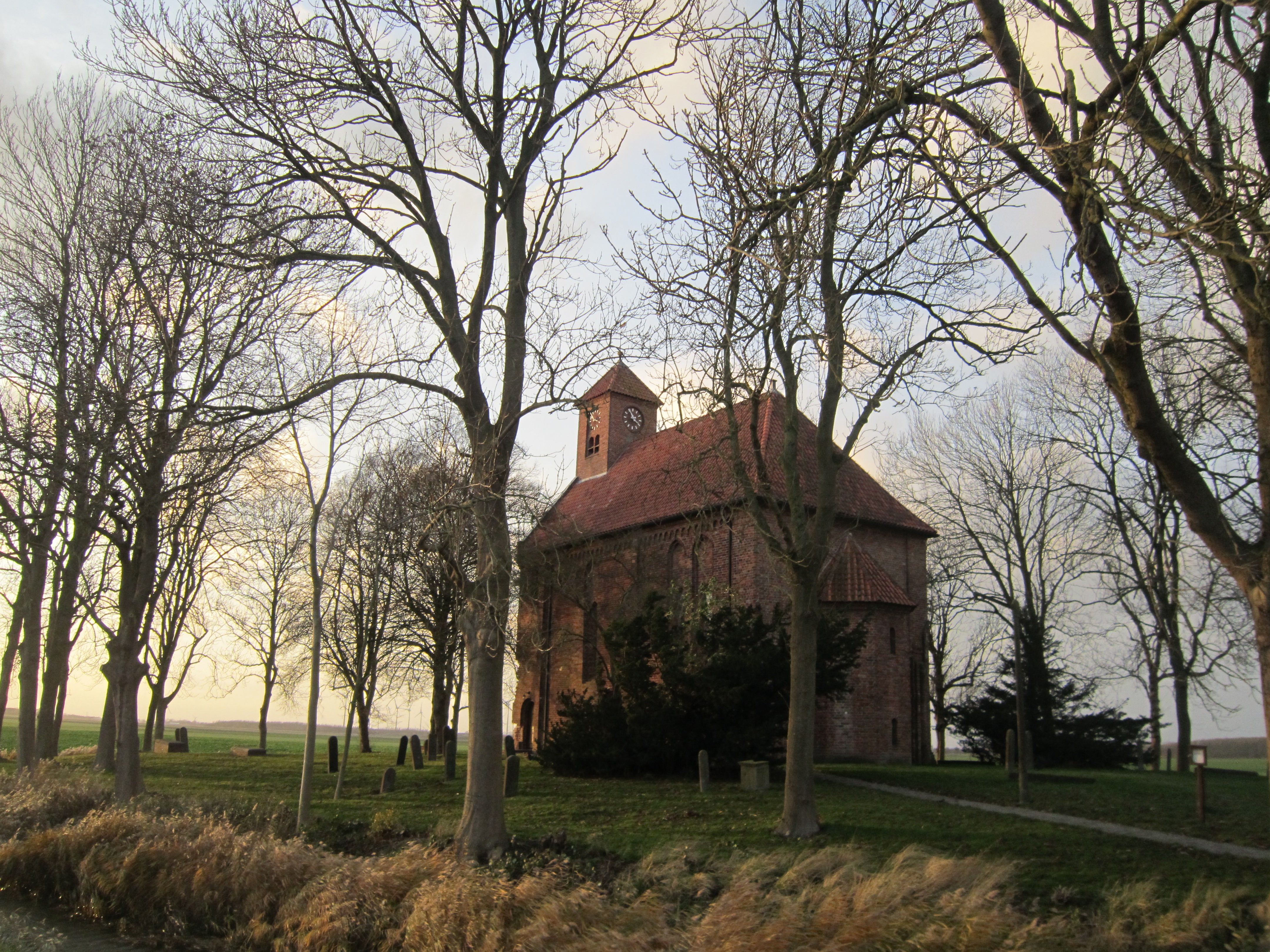
Kerk en wierde
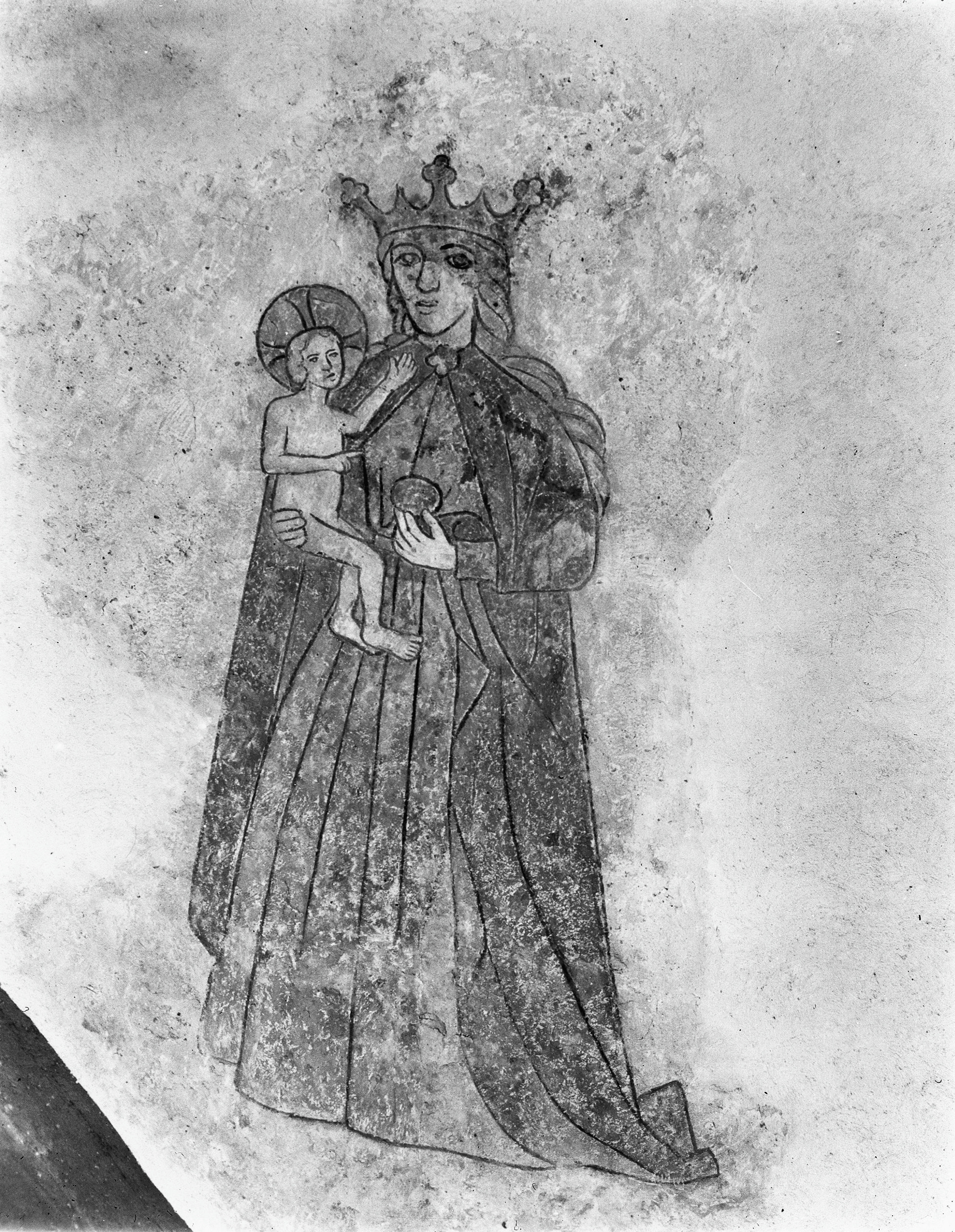
Muurschildering: Maria met kind, blootgelegd tijdens de restauratie, 1949
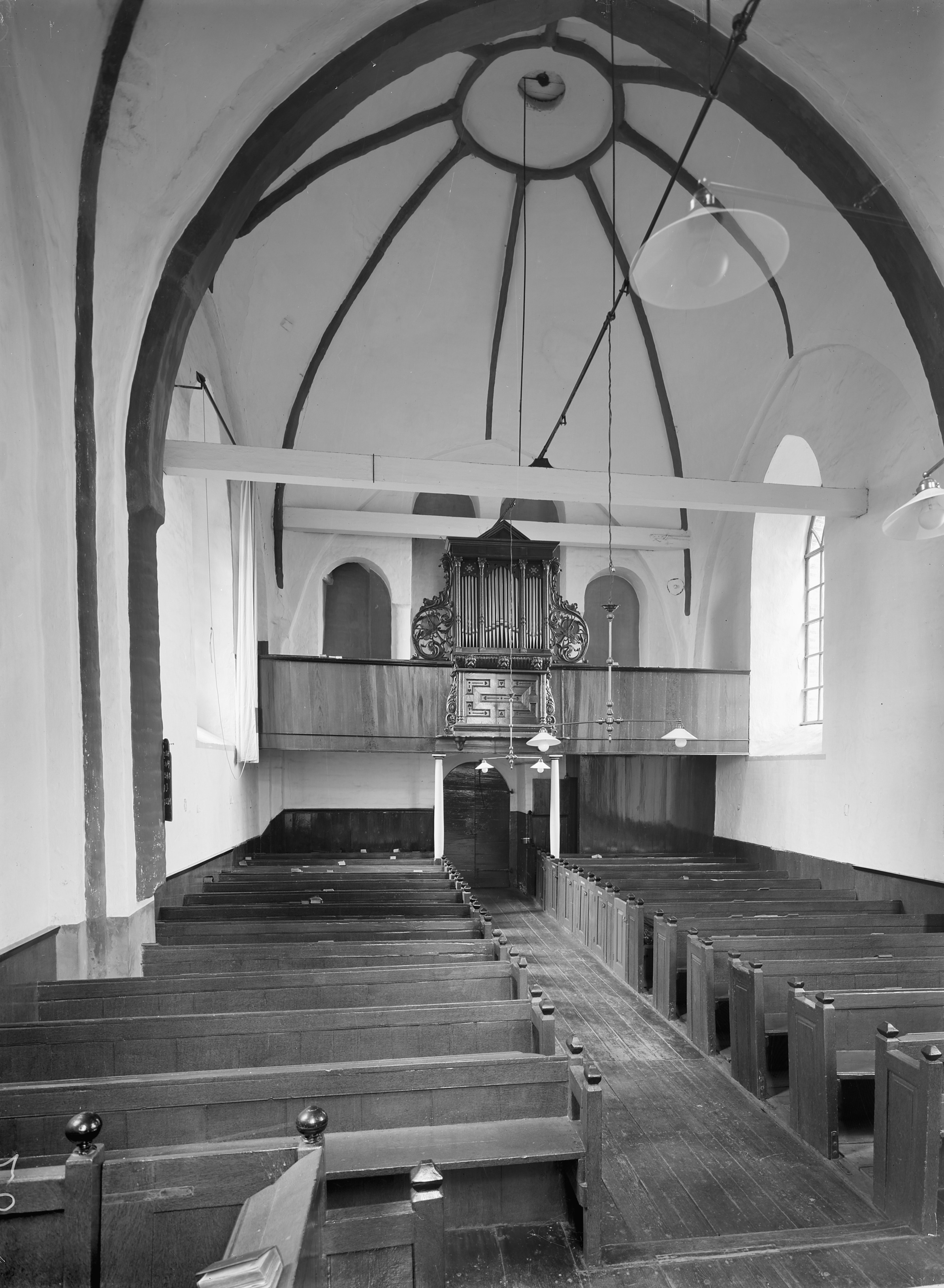
Interieur met het orgel in 1936, met de oorspronkelijke inrichting die in 1945 verloren ging